# 353 a. C.
El año 353 a. C. fue un año del calendario romano prejuliano. En el Imperio romano se conocía como el Año del Consulado de Pético y Poplícola (o menos frecuentemente, año 401 Ab urbe condita). 

## Acontecimientos

### Grecia
- Los foceos amenazan Tesalia al norte. Filipo II de Macedonia ve la oportunidad de penetrar hacia el sur.
- Clearco, el tirano de Heraclea, una ciudad griega en el mar Negro, es asesinado por algunos de los ciudadanos guiados por Quión después de un reinado de doce años. La mayor parte de los conspiradores son asesinados por los guardaespaldas del tirano en el mismo lugar, mientras que otros son capturados y muertos. En un breve período de tiempo, la ciudad cae bajo el gobierno del nuevo tirano Sátiro, el hermano de Clearco.

### Imperio persa
- Mausolo, rey y sátrapa persa de Caria, muere y lo sucede en 352 a. C. Artemisia, su hermana y esposa.

## Fallecimientos
- Mausolo, sátrapa de Caria perteneciente a la Dinastía Hecatómnida
- Ifícrates, general ateniense.

## Arte y literatura
- Mausoleo de Halicarnaso.